# ヨンユット・トーンゴーントゥン
ヨンユット・トーンゴーントゥン（タイ語：ยงยุทธ ทองกองทุน、1967年2月18日 - ）は、タイの映画監督・映画プロデューサー・脚本家。2000年スポーツコメディ映画『アタック・ナンバーハーフ』でデビュー。ヨンユット・トンコントーンとも表記される。

## 経歴
チュラーロンコーン大学芸術学部卒。2000年、実在するゲイのバレーボールチームの活躍を描いたスポーツコメディ映画『アタック・ナンバーハーフ』を製作し、映画監督デビューした。この映画は2001年タイ国家映画協会賞、ベルリン国際映画祭テディ賞（Teddy Award）など数賞を受賞している。さらに2003年にはその続編となる『アタック・ナンバーハーフ2 全員集合!』を製作した。
2004年、政府諜報機関に採用された家政婦を描いたコメディスパイ映画『メイド』を製作し、GMMグラムミー系列のGMMタイハブ（GTH）によって配給された。続いて2006年、女性たちが親友のフィアンセがゲイではないかと疑い、証拠を探り出そうと繰り広げるラブコメディ『ゲーンチャニー・ガップ・イーエープ』（Metrosexual）を製作。
2008年、ヨンユットはコメディ路線を変更し、オムニバスホラー映画『シー･プレーン』（英題：4bia）をパウィーン・プーリチットパンヤー（ปวีณ ภูริจิตปัญญา）、バンヂョン・ピサンタナグーン（บรรจง ปิสัญธนะกูล）、パークプーム・ウォンプーム（ภาคภูมิ วงศ์ภูมิ）と合作。『シー・プレーン』は2008年モントリオールファンタジア映画祭で銅賞を受賞。また同年のトロント・アフター・ダーク映画祭においても銅観客賞を受賞している。
2009年、新たなジャンルである恋愛映画に挑戦し、『クワーム・ヂャム・サン… デー・ラック・チャン・ヤーオ』（ความจำสั้น..แต่รักฉันยาว）（英題：Best in Time）を製作。第82回アカデミー外国語映画賞のタイ王国代表作品に選出された。
また、ヨンユットはタイ映画監督協会の会長でもあり、2008年からバンコク国際映画祭の美術監督を務めており、さらに映画祭出品作のサブタイトル製作責任者となっている。

## 作品
- 『アタック・ナンバーハーフ』（สตรีเหล็ก） (2000)
- 『15カム 11ドゥアン』（15 ค่ำ เดือน 11）Mekhong Full Moon Party(2002)
- 『アタック・ナンバーハーフ2 全員集合!』 (2003)
- 『メイド』（แจ๋ว） (2004)
- 『ゲーンチャニー・ガップ・イーエープ』（แก๊งชะนีกับอีแอบ）Metrosexual (2006)
- 『シー・プレーン』（4 แพร่ง）4（Pho）bia (2008) - 4本のオムニバスホラー映画中「ガオ」（เหงา）製作
- 『クワーム・ヂャム・サン… デー・ラック・チャン・ヤーオ』（ความจำสั้น..แต่รักฉันยาว）Best in Time (2009)
- 『ハー・プレーン』（5 แพร่ง）Phobia 2 (2009) - 4本のオムニバスホラー映画中「寂しい」（เหงา）製作